# Colombia en el Torneo Esperanzas de Toulon de 2011
La Selección Colombia Sub-20 fue uno de los 8 equipos invitados a participar en el Torneo Esperanzas de Toulon de 2011 que se realizó en Francia.

## Jugadores
| #     | Nombre                | Posición      | Edad | Club                   |
| ----- | --------------------- | ------------- | ---- | ---------------------- |
| 1     | Cristhian Bonilla     | Portero       | 18   | Boyacá Chicó           |
| 2     | Luciano Ospina        | Defensa       | 20   | Huracán                |
| 3     | Pedro Franco          | Defensa       | 20   | Millonarios            |
| 4     | Santiago Arias        | Defensa       | 19   | La Equidad             |
| 5     | Héctor Quiñones       | Defensa       | 19   | Deportivo Cali         |
| 6     | Didier Moreno         | Mediocampista | 18   | Independiente Santa Fe |
| 7     | Andrés Escobar        | Delantero     | 20   | Deportivo Cali         |
| 8     | Edwin Cardona         | Mediocampista | 18   | Atlético Nacional      |
| 9     | Luis Fernando Muriel  | Delantero     | 20   | Udinese                |
| 10    | James Rodríguez       | Delantero     | 19   | Porto                  |
| 11    | Duván Zapata          | Delantero     | 20   | América de Cali        |
| 12    | Andrés Mosquera       | Portero       | 19   | Bogotá                 |
| 13    | Juan David Cabezas    | Mediocampista | 20   | Deportivo Cali         |
| 14    | Juan David Díaz       | Defensa       | 18   | Deportivo Pasto        |
| 15    | Yerson Candelo        | Mediocampista | 19   | Deportivo Cali         |
| 16    | John Medina           | Defensa       | 18   | Atlético Nacional      |
| 17    | Jonny Ferney Mosquera | Mediocampista | 20   | Envigado               |
| 18    | Jeison Murillo        | Defensa       | 19   | Granada                |
| 19    | Sebastián Viáfara     | Mediocampista | 20   | Deportes Quindío       |
| 20    | José Valencia         | Delantero     | 19   | Independiente Santa Fe |
| D. T. | Eduardo Lara          |               |      |                        |

## Participación

### Primera fase
| Equipo          | Pts | PJ | PG | PE | PP | GF | GC | Dif |
| --------------- | --- | -- | -- | -- | -- | -- | -- | --- |
| Colombia        | 5   | 3  | 1  | 2  | 0  | 6  | 3  | 3   |
| Italia          | 5   | 3  | 1  | 2  | 0  | 4  | 2  | 2   |
| Portugal        | 5   | 3  | 1  | 2  | 0  | 3  | 2  | 1   |
| Costa de Marfil | 0   | 3  | 0  | 0  | 3  | 1  | 7  | -6  |

| 1 de junio de 2011, 16:15 | Colombia             | 1:1 (1:0) | Portugal  | Stade Mayol, Toulon               |                                   |
|                           | Rodríguez 33' (pen.) | Reporte   | Baldé 73' | Árbitro(s): José Alfredo Peñaloza | Árbitro(s): José Alfredo Peñaloza |

|  | 18' | Pedro Franco |

| 15 | MED | Yerson Candelo       | 60'   | Edwin Cardona  | MED | 8  |
| 9  | DEL | Luis Fernando Muriel | 60'   | Duván Zapata   | DEL | 11 |
| 20 | DEL | José Valencia        | 80+3' | Andrés Escobar | DEL | 7  |

| Tiros:             | 8  |
| Tiros al arco:     | 6  |
| Faltas:            | 16 |
| Saques de esquina: | 9  |
| Fueras de juego:   | 1  |

| 3 de junio de 2011, 17:15 | Colombia                                           | 4:1 (3:0) | Costa de Marfil   | Stade de l'Estérel, Saint-Raphaël |                               |
|                           | Rodríguez 7' (pen.) · Cardona 13' 19' · Muriel 45' | Reporte   | Franco 60' (a.g.) | Árbitro(s): Sandor Ando Szabo     | Árbitro(s): Sandor Ando Szabo |

|  |

| 15 | MED | Yerson Candelo | 59' | Edwin Cardona  | MED | 8  |
| 20 | DEL | José Valencia  | 67' | Andrés Escobar | DEL | 7  |
| 2  | DEF | Luciano Ospina | 75' | Jeison Murillo | DEF | 18 |
| 11 | DEL | Duván Zapata   | 80' | Luis Muriel    | DEL | 9  |

| Tiros:             | 15 |
| Tiros al arco:     | 10 |
| Faltas:            | 17 |
| Saques de esquina: | 1  |
| Fueras de juego:   | 1  |

| 5 de junio de 2011, 18:30 | Colombia     | 1:1 (1:0) | Italia              | Le Grand Stade, Le Lavandou       |                                   |
|                           | Quiñones 17' | Reporte   | Paloschi 57' (pen.) | Árbitro(s): José Alfredo Peñaloza | Árbitro(s): José Alfredo Peñaloza |

|  | 25' | Luis Fernando Muriel |
|  | 30' | Juan David Cabezas   |
|  | 56' | Jeison Murillo       |
|  | 76' | Edwin Cardona        |

| 15 | MED | Yerson Candelo  | 66' | Andrés Escobar       | DEL | 7 |
| 14 | DEF | Juan David Díaz | 76' | Luis Fernando Muriel | DEL | 9 |
| 20 | DEL | José Valencia   | 75' | Edwin Cardona        | MED | 8 |

| Tiros:             | 7  |
| Tiros al arco:     | 6  |
| Faltas:            | 14 |
| Saques de esquina: | 1  |
| Fueras de juego:   | 1  |

### Semifinales
| 8 de junio de 2011, 17:30 | Colombia                   | 2:1 (1:0) | México        | Stade Mayol, Toulon                      |                                          |
|                           | Cardona 38' · Valencia 47' | Reporte   | Izazola 80+2' | Árbitro(s): Stanislav Todorov (Bulgaria) | Árbitro(s): Stanislav Todorov (Bulgaria) |

|  | 32'   | Santiago Arias    |
|  | 40+1' | José Valencia     |
|  | 46'   | James Rodríguez   |
|  | 71'   | Cristhian Bonilla |

| 20 | DEL | José Valencia   | 31' | Andrés Escobar       | DEL | 7  |
| 10 | DEL | James Rodríguez | 63' | Jonny Mosquera       | MED | 17 |
| 15 | MED | Yerson Candelo  | 68' | Edwin Cardona        | MED | 8  |
| 11 | DEL | Duván Zapata    | 71' | Luis Fernando Muriel | DEL | 9  |

| Tiros:             | 11 |
| Tiros al arco:     | 7  |
| Faltas:            | 12 |
| Saques de esquina: | 3  |
| Fueras de juego:   | 4  |

### Final
| 10 de junio de 2011, 21:00 | Colombia   | 1:1 (0:0) | Francia            | Stade Mayol, Toulon                  |                                      |
|                            | Zapata 76' | Reporte   | Joseph-Monrose 50' | Árbitro(s): Andrea de Marco (Italia) | Árbitro(s): Andrea de Marco (Italia) |

| Tiros desde el punto penal |                            |     |                          |           |
| Le Tallec                  | Fallo de penal (Atajado)   | 0:0 |                          |           |
|                            |                            | 0:1 | Acierto de penal         | Rodríguez |
| Pogba                      | Fallo de penal (Atajado)   | 0:1 |                          |           |
|                            |                            | 0:2 | Acierto de penal         | Murillo   |
| Duplus                     | Acierto de penal           | 1:2 |                          |           |
|                            |                            | 1:2 | Fallo de penal (Atajado) | Franco    |
| Jarsalé                    | Fallo de penal (Travesaño) | 1:2 |                          |           |
|                            |                            | 1:3 | Acierto de penal         | Candelo   |

|  | 75' | James Rodríguez |

| 20 | DEL | José Valencia   | 31' | Andrés Escobar | DEL | 7  |
| 15 | MED | Yerson Candelo  | 40' | Edwin Cardona  | MED | 8  |
| 11 | DEL | Duván Zapata    | 73' | Santiago Arias | DEF | 4  |
| 14 | DEF | Juan David Díaz | 78' | José Valencia  | DEL | 20 |

## Estadísticas

### Goleadores
Tabla confeccionada a partir de los criterios utilizados para elegir la Goleador.
Simbología:

: goles anotados.

PJ: Partidos jugados.

GJ: goles en jugadas.

GP: goles de penal.

| Jugador         | Anotado | PJ | GJ | GP |
| --------------- | ------- | -- | -- | -- |
| Edwin Cardona   | 3       | 5  | 3  | 0  |
| James Rodríguez | 2       | 5  | 0  | 2  |
| Luis Muriel     | 1       | 5  | 1  | 0  |
| Héctor Quiñones | 1       | -  | 1  | 0  |
| Duván Zapata    | 1       | 4  | 1  | 0  |
| José Valencia   | 1       | -  | 1  | 0  |